# سینشوکائین
سینشوکائین (انگلیسی: Cinchocaine) یا دیبوکائین نوعی بیحس‌کننده موضعی آمیدی بوده و جزء قوی‌ترین و سمی‌ترین بیحس‌کننده‌های موضعی است و امروزه کاربرد آن به بیحسی موضعی یا نخاعی محدود می‌باشد.